# ARFU Asian Rugby Series 2007
Le Asian Series di rugby 2007 furono vinte dal Giappone.

## 1. Divisione
| Tokyo 22 aprile 2007 | Giappone | 82 – 0 | Corea del Sud |  |

| Tokyo 29 aprile 2007 | Giappone | 73 – 3 | Hong Kong |  |

| Dubai 28 maggio 2007 | Hong Kong | 27 – 20 | Corea del Sud |  |

| Pos | Nazione       | G | V | N | P | d.p. | Pts |
| --- | ------------- | - | - | - | - | ---- | --- |
| 1   | Giappone      | 2 | 2 | 0 | 0 | 152  | 4   |
| 2   | Hong Kong     | 2 | 1 | 0 | 1 | -63  | 2   |
| 3   | Corea del Sud | 2 | 0 | 0 | 2 | -89  | 0   |

## 2. Divisione
| Sharjah 27 aprile 2007 | Golfo Arabo | 52 – 11 | Sri Lanka |  |

| Almaty 8 maggio 2007 | Kazakistan | 71 – 6 | Sri Lanka |  |

| Dubai 12 maggio 2007 | Golfo Arabo | 6 – 49 | Kazakistan |  |

| Pos | Nazione     | G | V | N | P | d.p. | Pts |
| --- | ----------- | - | - | - | - | ---- | --- |
| 1   | Kazakistan  | 2 | 2 | 0 | 0 | 108  | 4   |
| 2   | Golfo Arabo | 2 | 1 | 0 | 1 | -2   | 2   |
| 3   | Sri Lanka   | 2 | 0 | 0 | 2 | -110 | 0   |

## 3. Divisione
| Kuala Lumpur 26 maggio 2007 | Malaysia | 31 – 19 | Singapore |  |

| Pechino 9 giugno 2007 | Cina | 52 – 23 | Malaysia |  |

| Singapore 16 giugno 2007 | Singapore | 20 – 36 | Cina |  |

| Pos | Nazione   | G | V | N | P | d.p. | Pts |
| --- | --------- | - | - | - | - | ---- | --- |
| 1   | Cina      | 2 | 2 | 0 | 0 | 45   | 4   |
| 2   | Malaysia  | 2 | 1 | 0 | 1 | -17  | 2   |
| 3   | Singapore | 2 | 0 | 0 | 2 | -28  | 0   |

## 4. Divisione
| Lahore 12 maggio 2007 | Thailandia | 44 – 0 | Pakistan |  |

| Bangkok 16 maggio 2007 | Taiwan | 72 – 3 | Pakistan |  |

| Bangkok 19 maggio 2007 | Thailandia | 3 – 22 | Taiwan |  |

| Pos | Nazione    | G | V | N | P | d.p. | Pts |
| --- | ---------- | - | - | - | - | ---- | --- |
| 1   | Taiwan     | 2 | 2 | 0 | 0 | 88   | 4   |
| 2   | Thailandia | 2 | 1 | 0 | 1 | 25   | 2   |
| 3   | Pakistan   | 2 | 0 | 0 | 2 | -113 | 0   |

## 5. Divisione
| Mumbai 23 giugno 2007 | India | 47 – 0 | Guam |  |

| Manila 27 giugno 2007 | Filippine | 39 – 3 | Guam |  |

| Manila 1º luglio 2007 | Filippine | 3 – 11 | India |  |

| Pos | Nazione   | G | V | N | P | d.p. | Pts |
| --- | --------- | - | - | - | - | ---- | --- |
| 1   | India     | 2 | 2 | 0 | 0 | 55   | 4   |
| 2   | Filippine | 2 | 1 | 0 | 1 | 28   | 2   |
| 3   | Guam      | 2 | 0 | 0 | 2 | -83  | 0   |

## 6. Divisione
| Brunei 11 luglio 2007 | Indonesia | 17 – 3 | Laos |  |

| Brunei 11 luglio 2007 | Cambogia | 30 – 8 | Brunei |  |

| Brunei 14 luglio 2007 | Indonesia | 11 – 10 | Cambogia |  |

| Brunei 14 luglio 2007 | Brunei | 17 – 16 | Laos |  |

| Brunei 18 luglio 2007 | Cambogia | 26 – 16 | Laos |  |

| Brunei 18 luglio 2007 | Indonesia | 28 – 15 | Brunei |  |

| Pos | Nazione   | G | V | N | P | d.p. | Pts |
| --- | --------- | - | - | - | - | ---- | --- |
| 1   | Indonesia | 3 | 2 | 0 | 0 | 28   | 6   |
| 2   | Cambogia  | 3 | 2 | 0 | 1 | 31   | 4   |
| 3   | Brunei    | 3 | 1 | 0 | 2 | -34  | 2   |
| 4   | Laos      | 3 | 0 | 0 | 0 | -25  | 0   |